# Adrie van Kraay
Adrianus („Adrie”) Ambrosius Cornelis van Kraay (ur. 1 sierpnia 1953 w Eindhoven) – piłkarz holenderski grający na pozycji obrońcy.

## Kariera klubowa
Van Kraay jest wychowankiem klubu PSV Eindhoven. Do pierwszego zespołu trafił w wieku 18 lat, a miało to miejsce w 1971 roku i wtedy też zadebiutował w Eredivisie. W sezonie 1972/1973 19-letni van Kraay był już podstawowym zawodnikiem swojej drużyny i na obronie spisywał się całkiem udanie. Swój pierwszy sukces osiągnął rok później, gdy wywalczył z PSV Puchar Holandii. W 1975 roku został mistrzem Holandii, a w mistrzowskim sezonie wystąpił w 33 meczach ligowych zdobywając 1 gola. Natomiast rok później wywalczył z PSV dublet: mistrzostwo oraz puchar (34 mecze, 1 gol). Na kolejne sukcesy van Kraay czekał do roku 1978. Wtedy to trzeci raz w karierze został mistrzem kraju oraz zdobył ze swoim klubem Puchar UEFA, który był pierwszym europejskim trofeum klubu z Eindhoven. Van Kraay wystąpił w obu finałowych meczach z Bastią. W PSV Adrie występował do 1982 roku i rozegrał w nim 11 sezonów (ponad 300 meczów i 5 goli).
Latem 1982 van Kraay trafił do belgijskiego klubu Waterschei Thor Genk. Wystąpił w jego barwach przez 2 sezony w Eerste Klasse, jednak większych sukcesów z nim nie osiągnął. W 1984 roku wyjechał do Szwajcarii, gdzie przez rok grał w FC Basel, a po sezonie w 1985 roku zakończył piłkarską karierę w wieku 32 lat.
| Sezon   | Klub                 | Kraj       | Rozgrywki     | Mecze | Bramki |
| ------- | -------------------- | ---------- | ------------- | ----- | ------ |
| 1971/72 | PSV Eindhoven        | Holandia   | Eredivisie    | 20    | 0      |
| 1972/73 | PSV Eindhoven        | Holandia   | Eredivisie    | 34    | 0      |
| 1973/74 | PSV Eindhoven        | Holandia   | Eredivisie    | 29    | 0      |
| 1974/75 | PSV Eindhoven        | Holandia   | Eredivisie    | 33    | 1      |
| 1975/76 | PSV Eindhoven        | Holandia   | Eredivisie    | 34    | 1      |
| 1976/77 | PSV Eindhoven        | Holandia   | Eredivisie    | 32    | 0      |
| 1977/78 | PSV Eindhoven        | Holandia   | Eredivisie    | 31    | 2      |
| 1978/79 | PSV Eindhoven        | Holandia   | Eredivisie    | 33    | 1      |
| 1979/80 | PSV Eindhoven        | Holandia   | Eredivisie    | 23    | 0      |
| 1980/81 | PSV Eindhoven        | Holandia   | Eredivisie    | 18    | 0      |
| 1981/82 | PSV Eindhoven        | Holandia   | Eredivisie    | 25    | 0      |
| 1982/83 | Waterschei Thor Genk | Belgia     | Eerste Klasse | 31    | 1      |
| 1983/84 | Waterschei Thor Genk | Belgia     | Eerste Klasse | 26    | 0      |
| 1984/85 | FC Basel             | Szwajcaria | Super League  | 17    | 0      |

## Kariera reprezentacyjna
W reprezentacji Holandii van Kraay zadebiutował 30 kwietnia 1975 roku w przegranym 0:1 meczu z Belgią. Rok później znalazł się w kadrze na Mistrzostwa Europy w Jugosławii. Był wówczas podstawowym zawodnikiem drużyny i wystąpił w 4 meczach, także w tym o 3. miejsce, wygranym 3:2 po dogrywce z Jugosławią.
W 1978 ówczesny selekcjoner „Oranje” Ernst Happel powołał van Kraaya na Mistrzostwa Świata w Argentynie. Zawodnik był tam jednak tylko rezerwowym i wystąpił w 2 grupowych meczach: wygranym 5:1 z Austrią oraz wygranym 2:1 z Włochami. W tych mistrzostwach razem z Holandią wywalczył wicemistrzostwo świata.
Ogółem od 1975 do 1979 roku w reprezentacji Holandii van Kraay rozegrał 17 meczów i nie zdobył w nich bramki.

## Sukcesy
- Mistrzostwo Holandii: 1975, 1976, 1978 z PSV
- Puchar Holandii: 1974, 1976 z PSV
- Puchar UEFA: 1978 z PSV
- wicemistrzostwo świata: 1978
- III miejsce w ME: 1976